# Monique Sauvé
 (octobre 2020).
Si vous disposez d'ouvrages ou d'articles de référence ou si vous connaissez des sites web de qualité traitant du thème abordé ici, merci de compléter l'article en donnant les références utiles à sa vérifiabilité et en les liant à la section « Notes et références ».
Pour les articles homonymes, voir Sauvé.
Monique Sauvé est une femme d'affaires et politique québécoise. 
Elle est députée libérale à l'Assemblée nationale du Québec, représentant la circonscription de Fabre dans la région du Laval du 2015 à 2022.

## Biographie
Elle fait toutes ses études à l'Université McGill, elle y obtient notamment un baccalauréat en psychologie du comportement en 1981 et un diplôme de deuxième cycle en gestion en 1985. 
Elle crée l'agence de placement Personnel Métro deux ans plus tard et préside l'entreprise jusqu'en 1996. Femme d'affaires, elle dirige la direction régionale de Montréal du Réseau des femmes d’affaires du Québec de 1993 à 1995. 
En 1997, elle crée le Carrefour jeunesse-emploi de Laval, qu'elle dirige jusqu'à son élection en 2015. En 2003, elle devient présidente du Conseil régional des partenaires du marché du travail puis, en 2007, présidente du Réseau des carrefours jeunesse-emploi du Québec.
Elle réside à Laval depuis le début des années 1990.

## Engagement politique
À la suite de la démission de Gilles Ouimet, elle se porte candidate pour le Parti libéral du Québec dans la circonscription de Fabre lors des élections partielles du 9 novembre 2015.
Libérale depuis 2003, la circonscription s'apparente à un « fief ». En 2015, Monique Sauvé y est d'ailleurs largement élue en obtenant 43,97 % des voix, soit plus de 15 % d'avance sur le candidat du Parti québécois.
Elle est réélue lors des élections du 1er octobre 2018.
Le 26 mars 2022, Monique Sauvé annonce son retrait de la vie politique à la fin de son mandat.

### Résultats électoraux
|                                                                                               | Nom                      | Parti            | Nombre de voix | %      | Maj.  |
| --------------------------------------------------------------------------------------------- | ------------------------ | ---------------- | -------------- | ------ | ----- |
|                                                                                               | Monique Sauvé (sortante) | Libéral          | 12 147         | 37,5 % | 1 607 |
|                                                                                               | Adriana Dudas            | Coalition avenir | 10 540         | 32,6 % | -     |
|                                                                                               | Odette Lavigne           | Parti québécois  | 4 372          | 13,5 % | -     |
|                                                                                               | Nora Yata                | Québec solidaire | 3 487          | 10,8 % | -     |
|                                                                                               | David Gilbert-Parisée    | Vert             | 861            | 2,7 %  | -     |
|                                                                                               | Juliett Zuniga Lopez     | Conservateur     | 688            | 2,1 %  | -     |
|                                                                                               | Karim Mahmoodi           | NPD Québec       | 279            | 0,9 %  | -     |
| Total                                                                                         | Total                    | Total            | 32 374         | 100 %  |       |
| Le taux de participation lors de l'élection était de 61,2 % et 488 bulletins ont été rejetés. |                          |                  |                |        |       |

|                                                                                            | Nom                         | Parti            | Nombre de voix | %      | Maj.  |
| ------------------------------------------------------------------------------------------ | --------------------------- | ---------------- | -------------- | ------ | ----- |
|                                                                                            | Monique Sauvé               | Libéral          | 5 035          | 44 %   | 1 757 |
|                                                                                            | Jibril Akaaboune LeFrançois | Parti québécois  | 3 278          | 28,6 % | -     |
|                                                                                            | Carla El-Ghandour           | Coalition avenir | 1 674          | 14,6 % | -     |
|                                                                                            | Charles Lemieux             | Québec solidaire | 738            | 6,4 %  | -     |
|                                                                                            | Kim Raymond                 | Vert             | 420            | 3,7 %  | -     |
|                                                                                            | Jeremy Dohan                | Conservateur     | 160            | 1,4 %  | -     |
|                                                                                            | Valérie Doucet              | Option nationale | 145            | 1,3 %  | -     |
| Total                                                                                      | Total                       | Total            | 11 450         | 100 %  |       |
| Le taux de participation lors de l'élection était de 23 % et 82 bulletins ont été rejetés. |                             |                  |                |        |       |